# 캄피오나토 이탈리아노 디 풋볼 1902
캄피오나토 이탈리아노 디 풋볼 1902은 5번째로 열리는 이탈리아 축구 리그의 최상위 경기이며, 본 시즌은 1902년 3월 2일에 시작하여 1902년 4월 13일에 종료했다. 우승구단은 제노아이며, 네 번째 우승을 이룩했다.

## 시즌
본 토너먼트 대회는 페데라치오네 이탈리아나 델 풋볼(FIF)에서 주최한 다섯 번째 이탈리아 축구 리그다.

### 구성
리구리아와 롬바르디아 지역예선은 토너먼트로, 피에몬테 지역 예선은 단판 리그 방식으로 진행되어 각 지역 대표 구단이 전국단위 본선으로 진출하게 되며, 이전 시즌 챔피언(밀란)은 결승전으로 직행한다.

### 대회
제노아는 예선전을 거쳐 밀란을 결승전에서 무너뜨리며 우승을 되찾았다. 규정에 따라, 결승전에서 펼쳐진 설욕전은 밀라노에서 열리지 않고 제노바에서 열렸으며, 제노아는 네 번째 우승을 거두게 됐다. 우승 구단은 코파 파우쿠스 컵을 받고, FIF의 창단 멤버 중 한 명이었으며, 캄피오나토 이탈리아노 디 풋볼 첫 대회 결승전의 심판을 맡기도 한 아돌프 요우르단을 애도하는 메달을 수여받았다.

## 참가 구단

### 리구리아
| 구단            | 도시   | 지난 시즌                            |
| --------------- | ------ | ------------------------------------ |
| 안드레아 도리아 | 제노바 | 첫 참가                              |
| 제노아          | 제노바 | 캄피오나토 이탈리아노 디 풋볼 준우승 |

### 롬바르디아
| 구단       | 도시   | 지난 시즌                          |
| ---------- | ------ | ---------------------------------- |
| 메디올라눔 | 밀라노 | 첫 참가                            |
| 밀란       | 밀라노 | 캄피오나토 이탈리아노 디 풋볼 우승 |

### 피에몬테
| 구단              | 도시   | 지난 시즌                            |
| ----------------- | ------ | ------------------------------------ |
| 아우다체 토리노   | 토리노 | 첫 참가                              |
| 토리네세          | 토리노 | 미 참가                              |
| 진나스티카 토리노 | 토리노 | 캄피오나토 이탈리아노 디 풋볼 예선   |
| 유벤투스          | 토리노 | 캄피오나토 이탈리아노 디 풋볼 준결승 |

## 리구리아 예선

### 경기 결과

#### 일정
| 제노아                              | 3 – 1 | 안드레아 도리아 |
| ----------------------------------- | ----- | --------------- |
| 엔리코 파스테우르 · 아틸리오 살바데 |       | 구이도 볼로니니 |

### 결과
- 제노아가 지역간 예선으로 진출.

## 롬바르디아 예선

### 결과
- 메디올라눔이 유일한 참가 구단이며, 지역간 예선으로 진출.

## 피에몬테 예선

### 순위
| 순위 | 팀                | 경기 | 승 | 무 | 패 | 득 | 실 | 차 | 승점 \|style="background-color:#EAECF0;"\| |  |
| ---- | ----------------- | ---- | -- | -- | -- | -- | -- | -- | ------------------------------------------ |  |
| 1    | 토리네세 (A)      | 3    | 2  | 1  | 0  | 5  | 1  | +4 | 5                                          |  |
| 2    | 유벤투스          | 3    | 2  | 1  | 0  | 9  | 1  | +8 | 5                                          |  |
| 3    | 아우다체 토리노   | 3    | 1  | 0  | 2  | 5  | 10 | -5 | 2                                          |  |
| 4    | 진나스티카 토리노 | 3    | 0  | 0  | 3  | 2  | 9  | -7 | 0                                          |  |

- 범례 :

  준결승전 진출
  결정전 진출

### 경기 결과

#### 일정
| 홈 (1라운드) | 홈 (1라운드) | 대진 1               |
|              |              |                      |
| 3월 2일      | 1-1          | FC 토리네세-유벤투스 |
| 3월 2일      | 5-2          | 아우다체-진나스티카  |

| 홈 (2라운드) | 홈 (2라운드) | 대진 2                 |
|              |              |                        |
| 3월 9일      | 6-0          | 유벤투스-아우다체      |
| 3월 9일      | 2-0          | FC 토리네세-진나스티카 |

| 홈 (3라운드) | 홈 (3라운드) | 대진 3               |
|              |              |                      |
| 3월 16일     | 2-0          | FC 토리네세-아우다체 |
| 3월 16일     | 2-0          | 유벤투스-진나스티카  |

### 결정전
| 토리네세 | 4 – 1 | 유벤투스 |
| -------- | ----- | -------- |
| ?        |       | ?        |

### 결과
- 토리네세가 준결승전으로 진출.

## 리구리아-롬바르디아 지역간 예선

### 경기 결과

#### 일정
| 제노아      | 2 – 0 | 메디올라눔 |
| ----------- | ----- | ---------- |
| 카를 젠프트 |       |            |

### 결과
- 제노아가 준결승전으로 진출.

## 준결승
| 토리네세                                   | 3 – 4 (연장전) | 제노아    |
| ------------------------------------------ | -------------- | --------- |
| 우베르토 카냐시 5′ · 에르네스토 베르둔 · ? |                | 10′ ? · ? |

### 결과
- 제노아가 결승전으로 진출.

## 결승
| 제노아                                      | 2 – 0 | 밀란 |
| ------------------------------------------- | ----- | ---- |
| 아틸리오 살바데 40′ · 엔리코 파스테우르 85′ |       |      |

### 결과
- 제노아 1902 이탈리아 챔피언.

### 우승 주역
| 포메이션 (2-3-5)                                                                              | 선수 (포지션)                         |
| --------------------------------------------------------------------------------------------- | ------------------------------------- |
| 스펜스리 젠프트 길리오티 카르티에 패서더러 파스테우르 I 로시 애거 다플스 파스테우르 II 살바데 | 제임스 스펜스리 (골키퍼, 주장)        |
| 스펜스리 젠프트 길리오티 카르티에 패서더러 파스테우르 I 로시 애거 다플스 파스테우르 II 살바데 | 카를 젠프트 (왼쪽 풀백)               |
| 스펜스리 젠프트 길리오티 카르티에 패서더러 파스테우르 I 로시 애거 다플스 파스테우르 II 살바데 | 파우스토 길리오티 (오른쪽 풀백)       |
| 스펜스리 젠프트 길리오티 카르티에 패서더러 파스테우르 I 로시 애거 다플스 파스테우르 II 살바데 | 하워드 패서더러 (중앙 미드필더)       |
| 스펜스리 젠프트 길리오티 카르티에 패서더러 파스테우르 I 로시 애거 다플스 파스테우르 II 살바데 | 에도아르도 파스테우르 (왼쪽 미드필더) |
| 스펜스리 젠프트 길리오티 카르티에 패서더러 파스테우르 I 로시 애거 다플스 파스테우르 II 살바데 | 알프레트 카르티에 (오른족 미드필더)   |
| 스펜스리 젠프트 길리오티 카르티에 패서더러 파스테우르 I 로시 애거 다플스 파스테우르 II 살바데 | 파올로 로시 (오른쪽 윙)               |
| 스펜스리 젠프트 길리오티 카르티에 패서더러 파스테우르 I 로시 애거 다플스 파스테우르 II 살바데 | 아틸리오 살바데 (왼쪽 윙)             |
| 스펜스리 젠프트 길리오티 카르티에 패서더러 파스테우르 I 로시 애거 다플스 파스테우르 II 살바데 | 조지프 윌리엄 애거 (오른쪽 메찰라)    |
| 스펜스리 젠프트 길리오티 카르티에 패서더러 파스테우르 I 로시 애거 다플스 파스테우르 II 살바데 | 엔리코 파스테우르 (왼쪽 메찰라)       |
| 스펜스리 젠프트 길리오티 카르티에 패서더러 파스테우르 I 로시 애거 다플스 파스테우르 II 살바데 | 헨리 다플스 (중앙 공격수)             |